# Gera Sándor
Gera Sándor  (Szeged, 1907. február 2. – Spanyolország, 1937) cipész, forradalmár, pártmunkás. A Kommunisták Magyarországi Pártjának tagja volt, ténykedése miatt két és fél évi fogházbüntetést kapott. 1933-ban elhagyta az országot, és bekapcsolódott a spanyol polgárháború eseményeibe. 1937-ben halt meg a harcokban.

## Élete
Gera István fuvaros és Ábrahám Etel fia. Szegeden tanult cipészmesterséget, Dobó Miklós és Lengyel János mesterek mellett, a Rekord cipészüzemben. Az 1920-as évek elején kerül kapcsolatba a munkásmozgalommal. Egy ideig Budapesten tevékenykedett az ifjúmunkás mozgalomban, de szervezkedés miatt kitoloncolták a fővárosból, hazajött Szegedre. 1924-1928 között aktív szervező munkát végzett a bőripari munkások szakszervezetében, tagja volt a vezetőségnek. A Kommunista Ifjúmunkások Magyarországi Szövetsége (KIMSZ) dél-magyarországi vezetője.
Kapcsolatban állt a KMP szegedi illegális irányítóival, Gladics Józseffel, Dobó Miklóssal, Korom Mihállyal és Ladvánszkv Józseffel. Maga is egyik vezetője a mozgalomnak. Tevékenyen részt vesz az akciókban, állandó látogatója a munkásotthonoknak. 1929 őszén a KMP illegális központi vezetőségének kezdeményezésére délalföldi illegális kommunista tanácskozást terveznek Szegeden, a Tisza parti „Sárgán”. 1930. május 18-án a rendőrség letartóztatta a résztvevőket, és 25 személy, köztük Gera Sándor ellen indított büntetőeljárást. A tárgyaláson a Kommunisták Magyarországi Pártját éltette. Gera Sándort, Gladics Józsefet és Gombai Mihályt egyenként két és fél évi fogházra ítélték.
Kiszabadulása után újra bekapcsolódott a mozgalomba, 1932 májusában azonban ismét letartóztatták. Augusztusban elítélték, bebörtönözték. A börtönben részt vett abban az éhségsztrájkban, amellyel Sallai Imre és Fürst Sándor kivégzése ellen tiltakoztak.
1933. február 4-én illegálisan elhagyta az országot, sikerül átjutnia Csehszlovákiába, majd Spanyolországba ment, s mint internacionalista részt vett a spanyol polgárháborúban. Itt halt meg, Mező Imre visszaemlékezése szerint 1937-ben.

## Emlékezete
Nevét Szegeden munkásőrzászlóalj, iskola és utca őrizte. Utcanév őrzi ma is Szeged, korábban Ságvári-telep, ma Kecskés-telep nevű városrészében.